# Beaujeu (Roine)
Beaujeu és un municipi francès situat al departament del Roine i a la regió d'Alvèrnia-Roine-Alps. L'any 2007 tenia 1.997 habitants.

## Demografia

### Població
El 2007 la població de fet de Beaujeu era de 1.997 persones. Hi havia 796 famílies de les quals 300 eren unipersonals (116 homes vivint sols i 184 dones vivint soles), 220 parelles sense fills, 228 parelles amb fills i 48 famílies monoparentals amb fills.
La població ha evolucionat segons el següent gràfic:
Habitants censats

### Habitatges
El 2007 hi havia 1.022 habitatges, 825 eren l'habitatge principal de la família, 83 eren segones residències i 114 estaven desocupats. 603 eren cases i 412 eren apartaments. Dels 825 habitatges principals, 413 estaven ocupats pels seus propietaris, 381 estaven llogats i ocupats pels llogaters i 31 estaven cedits a títol gratuït; 19 tenien una cambra, 92 en tenien dues, 182 en tenien tres, 220 en tenien quatre i 312 en tenien cinc o més. 425 habitatges disposaven pel capbaix d'una plaça de pàrquing. A 436 habitatges hi havia un automòbil i a 277 n'hi havia dos o més.

### Piràmide de població
La piràmide de població per edats i sexe el 2009 era:
| Homes | Edats   | Dones |
| ----- | ------- | ----- |
| 0     | 95 o +  | 4     |
| 8     | 90 a 94 | 36    |
| 32    | 85 a 89 | 68    |
| 4     | 80 a 84 | 36    |
| 36    | 75 a 79 | 64    |
| 28    | 70 a 74 | 36    |
| 60    | 65 a 69 | 68    |
| 44    | 60 a 64 | 36    |
| 52    | 55 a 59 | 32    |
| 44    | 50 a 54 | 36    |
| 68    | 45 a 49 | 60    |
| 72    | 40 a 44 | 44    |
| 60    | 35 a 39 | 76    |
| 80    | 30 a 34 | 72    |
| 72    | 25 a 29 | 80    |
| 24    | 20 a 24 | 40    |
| 72    | 15 a 19 | 52    |
| 32    | 10 a 14 | 48    |
| 84    | 5 a 9   | 56    |
| 68    | 0 a 4   | 56    |

## Economia
El 2007 la població en edat de treballar era de 1.160 persones, 910 eren actives i 250 eren inactives. De les 910 persones actives 831 estaven ocupades (443 homes i 388 dones) i 79 estaven aturades (40 homes i 39 dones). De les 250 persones inactives 86 estaven jubilades, 71 estaven estudiant i 93 estaven classificades com a «altres inactius».

### Ingressos
El 2009 a Beaujeu hi havia 844 unitats fiscals que integraven 1.862 persones, la mediana anual d'ingressos fiscals per persona era de 16.208 €.

### Activitats econòmiques
Dels 143 establiments que hi havia el 2007, 2 eren d'empreses extractives, 8 d'empreses alimentàries, 1 d'una empresa de fabricació de material elèctric, 1 d'una empresa de fabricació d'elements pel transport, 3 d'empreses de fabricació d'altres productes industrials, 21 d'empreses de construcció, 30 d'empreses de comerç i reparació d'automòbils, 5 d'empreses de transport, 13 d'empreses d'hostatgeria i restauració, 9 d'empreses financeres, 4 d'empreses immobiliàries, 15 d'empreses de serveis, 20 d'entitats de l'administració pública i 11 d'empreses classificades com a «altres activitats de serveis».
Dels 53 establiments de servei als particulars que hi havia el 2009, 1 era una oficina d'administració d'Hisenda pública, 1 gendarmeria, 1 oficina de correu, 4 oficines bancàries, 2 funeràries, 5 tallers de reparació d'automòbils i de material agrícola, 2 autoescoles, 4 guixaires pintors, 4 fusteries, 5 lampisteries, 4 electricistes, 4 perruqueries, 2 veterinaris, 9 restaurants, 1 agència immobiliària, 1 tintoreria i 3 salons de bellesa.
Dels 19 establiments comercials que hi havia el 2009, 1 era un supermercat, 1 una botiga de més de 120 m², 4 fleques, 2 carnisseries, 1 una llibreria, 3 botigues de roba, 1 una botiga d'equipament de la llar, 1 una sabateria, 2 botigues d'electrodomèstics, 1 una botiga de mobles, 1 una joieria i 1 una floristeria.
L'any 2000 a Beaujeu hi havia 63 explotacions agrícoles que ocupaven un total de 390 hectàrees.

## Equipaments sanitaris i escolars
El 2009 hi havia 1 hospital de tractaments de curta durada, 1 hospital de tractaments de mitja durada (seguiment i rehabilitació), 1 un hospital de tractaments de llarga durada i 2 farmàcies.
El 2009 hi havia 1 escola maternal i 2 escoles elementals. Beaujeu disposava d'un col·legi d'educació secundària amb 285 alumnes.

## Poblacions més properes
El següent diagrama mostra les poblacions més properes.